# Ненінце
Ненінце (словац. Nenince) — село, громада округу Вельки Кртіш, Банськобистрицький край, центральна Словаччина, регіон Гонт. Кадастрова площа громади — 13,48 км². Протікає Чебовський потік.
Населення 1373 особи (станом на 31 грудня 2017 року).

## Історія
Ненінце вперше згадується в 966 році.

## Населення
| Рік:            | 1994. | 2004.   | 2014.   | 2024.   |
| --------------- | ----- | ------- | ------- | ------- |
| Кількість осіб: | 1400  | 1390    | 1361    | 1261    |
| Різниця:        |       | -0,71 % | -2,08 % | -7,34 % |

| Рік:            | 2023. | 2024.   |
| --------------- | ----- | ------- |
| Кількість осіб: | 1282  | 1261    |
| Різниця:        |       | -1,63 % |